# Варшавский, Марк Маркович
Марк Маркович Варшавский (Маркус Меерович; идиш מאַרק וואַרשאַווסקי‎; 26 ноября 1848, Одесса — 22 сентября 1907, Киев) — еврейский поэт и композитор, автор песен на идише.

## Биография
Родился в Одессе в еврейской семье, позже переехавшей в Житомир, где он получил традиционное религиозное образование. Позже Варшавский поступил на юридический факультет Императорского Новороссийского университета в Одессе, где проучился год. Закончил образование в Университете Святого Владимира в Киеве, после чего работал в Киеве присяжным поверенным. В 1903 году он переехал в Бельгию, чтобы работать там юрисконсультом в фирме, однако, болезнь (в 1905 году) вынудила его вернуться в Киев, где двумя годами позже он умер
В свободное время Варшавский сочинял и исполнял, аккомпанируя себе на пианино, песни на идише. Длительное время он не записывал свои песни, будучи убеждён в их невысокой художественной ценности, однако по совету киевского писателя Шолом-Алейхемa решил опубликовать сборник из 25 песен с нотами, который вышел в свет в 1901 году с предисловием Шолом-Алейхема и имел большой успех среди читателей. Впоследствии сборник Марка Варшавского «Идишe фолкслидер» («Еврейские народные песни») неоднократно переиздавался в расширенном виде.
Песня «Слёзы мельника» в исполнении Сидора Беларского звучит в фильме братьев Коэнов «Серьёзный человек». Широко известна его песня «Афн припечек» («На припечке»), которую, в частности, Стивен Спилберг использовал в фильме «Список Шиндлера» (1993).

## В литературе
Рассказ Шолом-Алейхема «История песен М. Варшавского».

## Сочинения
- «Der alef-beys» («Ойфн припечек» или «Афн припечек» — «На припечке», «Огонёк в печи»)
- «Di mizinke oysgegebn» («Младшая дочка выходит замуж»)
- «A briv fun Amerike» («Письмо из Америки»)
- «Der zeyde mit der bobe» («Дедушка с бабушкой»)
- «Tsum badekns der kale»
- «A yidish lid fun Rumenie» (Еврейская песня из Румынии)
- «Peysekh» (Пейсах)
- «Nebn kleyzl»
- «Di shif» (Корабль)